# Dorfkirche Kümmritz

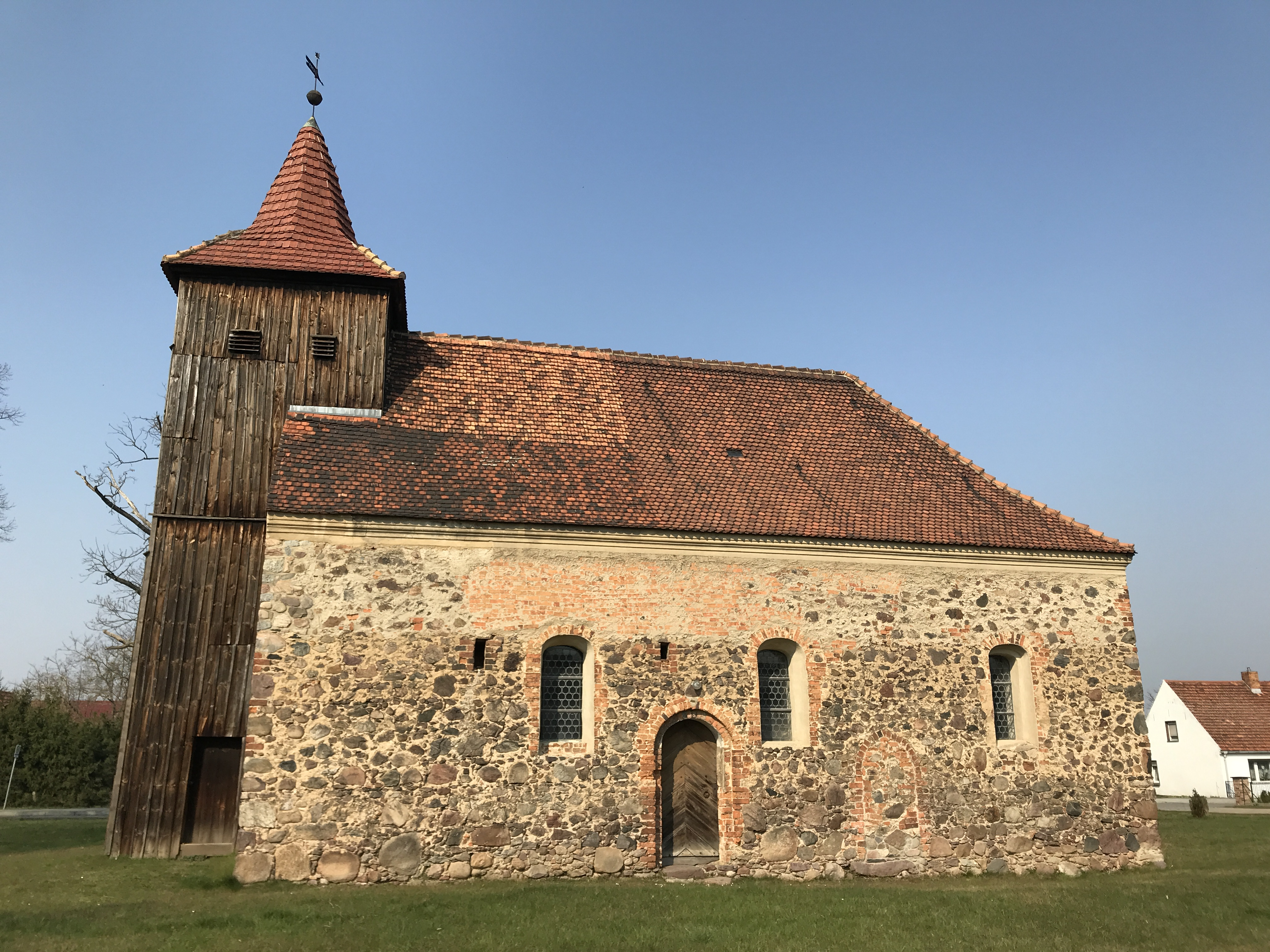
Dorfkirche Kümmritz

Die evangelische Dorfkirche Kümmritz ist eine Feldsteinkirche aus der Mitte des 14. Jahrhunderts in Kümmritz, einem Ortsteil der Stadt Luckau im Landkreis Dahme-Spreewald im Land Brandenburg. Die Kirchengemeinde gehört zum Kirchenkreis Niederlausitz der Evangelischen Kirche Berlin-Brandenburg-schlesische Oberlausitz.

## Lage
Die Straße Kümmritz führt in West-Ost-Richtung durch den Ort. Im historischen Ortskern verzweigt sie nach Süden hin in Richtung des Gutshauses. Dort steht auch die Kirche auf einem Grundstück, das nicht eingefriedet ist.

## Geschichte
Das Bauwerk entstand in der Mitte des 14. Jahrhunderts. In der zweiten Hälfte des 17. Jahrhunderts erfolgte ein massiver Eingriff in das Bauwerk: Das Kirchenschiff wurde erhöht, um einen Westturm ergänzt und die Fenster „barock“ vergrößert. In den Jahren 1993 bis 1995 erfolgte eine Restaurierung.

## Baubeschreibung

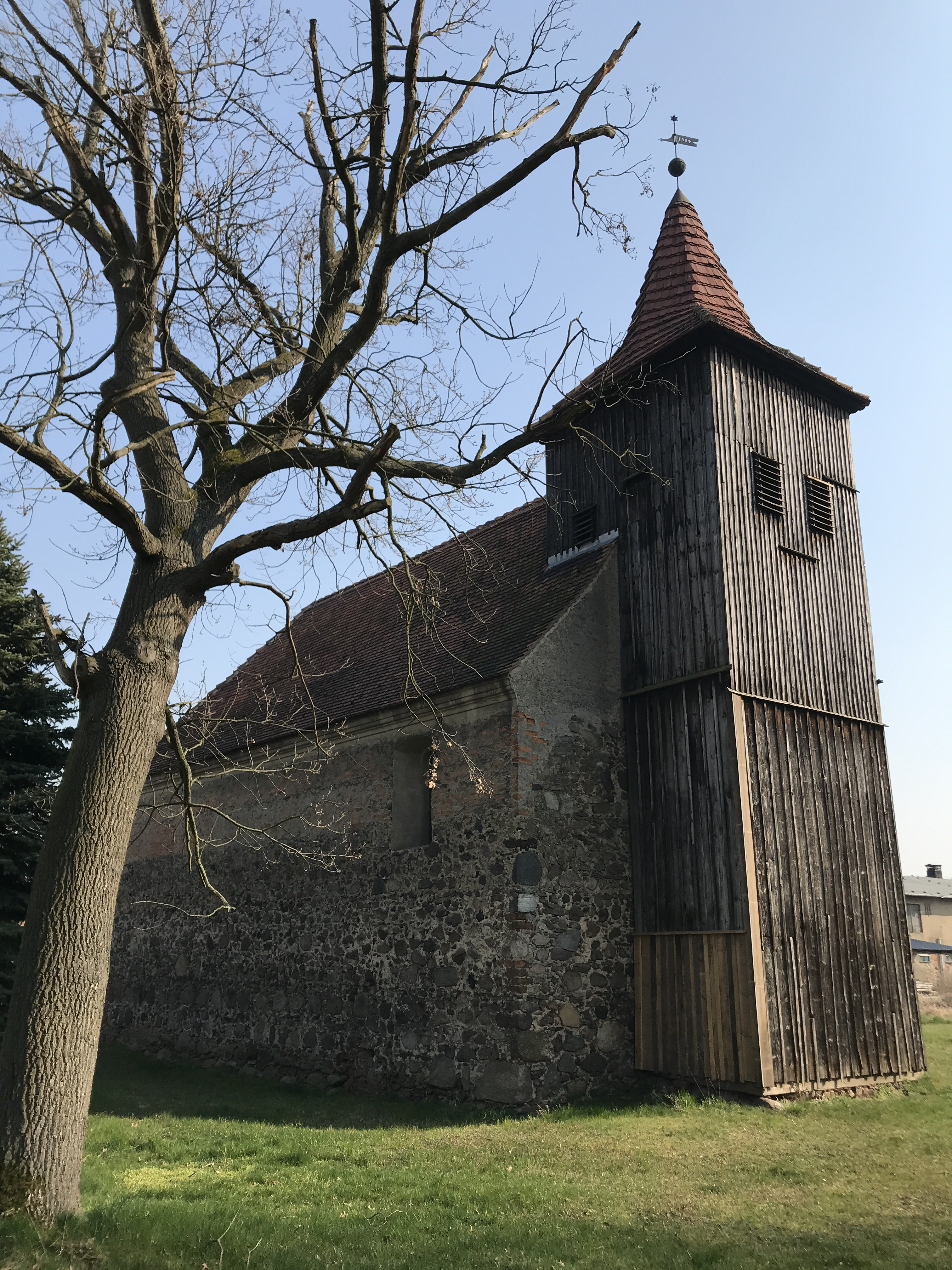
Ansicht von Nordwesten

Das Bauwerk entstand im Wesentlichen aus Feldsteinen, die nicht lagig geschichtet oder behauen wurden. Bei Ausbesserungsarbeiten kam meist rötlicher Mauerstein zum Einsatz. Der Chor ist gerade und nicht eingezogen. An der Ostwand sind die Reste einer ursprünglichen Dreifenstergruppe zu erkennen: Mittig ist eine sehr schmale, rundbogenförmige Vertiefung, die mittlerweile zugesetzt ist. Sie könnte noch aus der Bauzeit stammen. Links und rechts davon sind zwei große, gedrückt-segmentbogenförmige Fenster.
Das Kirchenschiff hat einen rechteckigen Grundriss. Die Nordwand ist bis auf ein gedrückt-segmentbogenförmiges Fenster im oberen westlichen Bereich fensterlos. An der Südseite sind insgesamt drei große Fenster; eines im Chorbereich sowie zwei weitere am Langhaus. Zwischen Chor und Langhaus sind die Reste einer zugesetzten Priesterpforte erkennbar. Mittig ist ein großes, zweifach getrepptes Portal aus Mauersteinen. Das Schiff trägt ein schlichtes Satteldach, das nach Osten hin abgewalmt ist. Das Bauwerk ist im Innern flach gedeckt.
Der verbretterte Kirchturm hat einen quadratischen Grundriss und ragt optisch aus dem Schiff heraus. Er kann durch eine Pforte von Süden her betreten werden. Im Glockengeschoss sind schlichte Klangarkaden, darüber ist ein geknicktes Pyramidendach, das mit Turmkugel und Wetterfahne abschließt.

## Ausstattung
Das Altarretabel aus dem Anfang des 18. Jahrhunderts ist in Form einer Ädikula aufgebaut. Die Predella mit einer Darstellung des Abendmahl Jesu ist mit Voluten und Putten verziert; die gedrehten Säulen mit breiten Medaillons sowie im Aufsatz ein Rankenmedaillon. Das Altarblatt zeigt die Kreuzigungsgruppe, während in den seitlich angebrachten Wangen die Verkündigung des Herrn sowie die Geburt Jesu Christi zu sehen ist. Im Altarauszug ist die Himmelfahrt, darüber eine Skulptur des triumphierenden Christi zu sehen. Der Kanzelkorb entstand vermutlich zur gleichen Zeit. Zwischen gewundenen Ecksäulchen sind Bilder des Salvator mundi und den Evangelisten angebracht.
Zur weiteren Kirchenausstattung gehören eine hölzerne Fünte mit einem oktogonalen Oberteil aus dem Anfang des 18. Jahrhunderts sowie zwei Epitaphe, die an der Nordwand platziert wurden. Sie erinnern an den 1747 verstorbenen Generals Georg Wilhelm von Birckholtz sowie seine Frau Sophie, die 1748 starb. Die Grabsteine wurden aus schwarzem und weißem Marmor gearbeitet und werden von unterschiedlich gestalteten Vitentafeln begleitet. Oberhalb sind die Büsten der Verstorbenen zwischen trauernden Putten platziert.
Auf der Empore steht eine Orgel, die Alexander Schuke im Jahr 1898 schuf. Das Instrument besitzt sechs Register auf einem Manual. 
Nördlich der Kirche erinnert ein Mahnmal an die Gefallenen aus dem Ersten Weltkrieg. Die Säule steht auf einem Sockel aus Mauersteinen und trägt Tafel mit der Inschrift. „Aus Gut und Gemeinde Kümmritz starben den Heldentod für ihr Vaterland im Weltkriege 1914–1918“.